# Myadestes woahensis
El ʻāmaui (Myadestes woahensis) es una especie extinta de ave paseriforme de la familia Turdidae. Era endémica de la isla de Oahu y fue la primera de su género en extinguirse, c. 1850. Era una ave de tamaño grande que vivió en gran parte de los bosques de las tierras altas en Oahu.
La extinción de esta especie no está bien registrada ya que nadie menciona un año específico cuando el 'āmaui fue identificado por última vez. Los científicos creen que la especie desapareció entre 1840 y 1860, probablemente a finales de 1850. Se sabe de un solo espécimen recolectado en 1825 (ahora perdido) y huesos subfósiles.